# جوز أرقم
جوز أرقم أو آاكثار (الاسم العلمي: Conopodium majus) هو نبات عشبي معمر مزهر من الفصيلة الخيمية، ويؤكل أحيانًا كخضروات جذرية برية أو مزروعة.